# Boca de Carún
Boca de Carún est un village de la paroisse civile de Barceloneta de la municipalité de Bolivariano Angostura de l'État de Bolívar au Venezuela.

## Géographie
Le village se situe à la confluence du río Carún qui se jette dans le río Paraguá, d'où son nom, boca de Carún signifiant « embouchure de la Carún ».